# Kopoltyú
A kopoltyú a vízben élő állatok nagy részénél megtalálható légzőszerv, a lokalizált légzés két fő típusának egyike. A külső légzés kelléke, feladata a vízben oldott oxigén felvétele és véráramba juttatása, valamint az életfunkciók működése során keletkező szén-dioxid leadása. A kopoltyú szövetének vékony sejtfalán a gázok áthatolhatnak. A kopoltyúkat körülvevő testüreg módosulásával előfordulhat szárazföldön élő kopoltyús állat is, mint például a remeterákok egyes fajai. Anatómiailag nem egyezik meg a szárazföldi állatok tüdejével, az evolúció során ezek különböző módon alakultak ki, de közös jellemzőik vannak. Ezek a nedvesség fenntartásának fontossága, a légzőfelület dús erezettsége és nagy mérete. Mindkét anatómiai képlet a vérkeringés elengedhetetlen része, sőt azt lehet mondani, a keringési rendszer azért alakult ki, hogy a kopoltyúban lezajló gázcsere a test többi részében is fenntarthassa az életfunkciókat.

## Evolúciója
A kopoltyú a puhatestűeknél jelent meg először. A korábban létező vízi állatok a gázcsere más módját, a diffúz légzést alkalmazták, leginkább a bőrlégzés különböző változatait. A puhatestűeknél a külső héj megjelenése tette szükségessé a gázcserét lebonyolító szerv kialakulását, mivel a bőrlégzés lehetetlenné vált. A héjon belül keringetett friss víz egyes kitüntetett helyekre összpontosította az oxigénellátást, ahol feldúsultak a gázcserében részt vevő hajszálerek. Az erek a kopoltyúhám belső felén futnak végig, általában a lehető leghosszabb útvonalon, a rajtuk keresztülhaladó vér pedig leadja a széndioxid többletét és felveszi a friss oxigént.
A csigák és kagylók elkülönülése előtt ment végbe ez a folyamat, mivel mindkét osztálynál már megtalálhatók a kopoltyúk.  A kambrium elejéről ismert a Hyolithes nem, amely a két osztály összekötő láncszeme. A féregcsigáknál és a maradványcsigáknál még nincs kifejezett kopoltyú. A gyűrűsférgeknél még egyáltalán nincsen, a feltehetően velük közös őstől származó más állatcsoportoknál, mint az ízeltlábúak és puhatestűek már van. A szintén rokon csalánozóknál, a pörgekarúaknál, mohaállatoknál és az egyébként bizonytalan ősű tüskésbőrűeknél nincs kopoltyú. A gerinchúrosok kopoltyúi viszont valószínűleg a konvergens evolúció miatt hasonlóak, mivel a kezdetleges alakjaik még kopoltyúbéllel bonyolítják a gázcserét, és csak jóval később alakult ki a magas szervezettségű keringési rendszer, és az ahhoz kapcsolódó kopoltyú.

## Puhatestűek

### Kagylók
A puhatestűek esetében a külső váz megjelenésével az állatot beborító köpeny – amely addig a gázcserét végezte – begyűrődik, és létrehozza az úgynevezett köpenyüreget. A köpenyüreg falai dús érhálózatot kapnak, majd a gázcserében részt vevő felszín növelése érdekében kitüremkedések jönnek létre. Ezek a dudorok már kopoltyúk. A további fejlődés során egyre bonyolultabb, dúsabb felületek jöttek létre. Emellett azonban a köpeny fala továbbra is részt vesz a légcserében minden kagylónál. A kopoltyú evolúciója általában nehezen követhető fosszíliák alapján. A maradványcsigáknál már feltehető, hogy létrejött a köpenyüreg, de kialakult kopoltyúra nincs bizonyíték. Az első biztosan kopoltyús állatok a cserepeshéjúak és a csigák voltak. A bogárcsigák esetében a hatékony kopoltyú már nagy testméretek (1 és 25 cm között) elérését is lehetővé tették. Az ásólábúak talán másodlagosan vesztették el kopoltyúikat.
A kagylók esetében jól nyomon követhető a kopoltyú fejlődése, szinte minden lépcsőfoknak van élő képviselője. A kopoltyú alakja és szervezettsége olyan mértékben jellemző a kagylók törzsfejlődésére, hogy a recens kagylókat alapvetően a kopoltyúk alapján osztályozzák. Négy alap kopoltyútípus létezik, a protobranchia-, filibranchia-, eulamellibranchia- és septibranchia-típusok. Magyarul levélkopoltyú (vagy fésűskopoltyú), fonalkopoltyú, lemezkopoltyú és kopoltyúválaszfalas formák.
A törzsfejlődésileg első alak a levél- vagy fésűskopoltyú. Közvetlen bizonyíték ugyan nincs rá – ritkán fosszilizálódik –, de a kambrium elején fellépő kagylófélék ilyennel rendelkezhettek. E név a jellemző alakból ered, általában oldalanként egy nyélen ülő, a levelek erezetére emlékeztető fésűszerű képlet. Ez erősen emlékeztet a halak kopoltyúinak egy-egy rétegére. A fonalas kopoltyúk a kambrium és ordovícium fordulóján jelentek meg. Hosszan elnyúló, akár elágazó nyélen ülnek. Felületük jóval nagyobb a levélkopoltyúnál, de kisebb, mint a lemezkopoltyúé. Ez utóbbinál ugyanis a fonalakat keresztszalagok kötik össze és alakítanak ki nagy, egységes felületeket. A devontól kezdve bizonyított a léte. A válaszfalas kopoltyú egyfajta redukció, és viszonylag ritka. A kopoltyú – mint a gázcsere helyének egy területre összpontosulása – szükségessé tette a hatékony keringési rendszer kialakulását, így a kagylóknál található az első valódi szív.

### Csigák
A csigák esetében a kopoltyú evolúciójáról még kevesebb közvetlen adat van, mint a kagylóknál. Náluk ugyanis a ház alakja kevésbé köthető a kopoltyú változásához, így a fosszilis csigák esetében nehéz meghatározni, hogy milyen kopoltyúval rendelkezhettek. Az ősi típusú, egy síkban csavarodott házú alakok esetében még sejthető, hogy a ma ismert alaptípushoz hasonló, a test hátulsó felén elhelyezkedő, páros szerv volt. A fő probléma az, hogy a hipotetikus legősibb változatú, párhuzamos idegpályákkal és szimmetrikus (bilaterális) szervekkel bíró csigafélék nem maradtak fenn, így élőben nem tanulmányozhatók. A legkorábbinak feltételezett ma is élő változat a testtájak csavarodása következtében hátulról a test egyik oldalára tolódott páros kopoltyúkkal rendelkezik. A következő fázisban a kopoltyúk már a test elülső felének egyik oldalára helyeződnek át, majd teljesen átvonulnak a másik oldalra, miközben az egyik eltűnik. Egyes csoportoknál visszacsavarodás is megfigyelhető, amelynek során a kopoltyú visszavándorol az eredeti helyére, de már csak egy van belőle. A csigák kopoltyúja helyett a szárazföldi csigák (tüdőscsigák, Pulmonata) ismét a köpenyüreg falát használják az oxigén felvételére, ezt a köpenyűrt nevezik egyszerűen tüdőnek, de anatómiailag semmi köze nincsen a gerincesek tüdejéhez. A csigáknál éppúgy kialakult a keringési rendszert működtető szív, mint a kagylóknál. Ez elősegíti, hogy az oxigénben gazdag vér a test minden tájára eljusson.
A szifó a csigáknál is megjelenik, azonban a kagylóktól eltérően mindig egy van belőle, és legfontosabb szerepe a kopoltyúűr iszap elleni védelme. Amint ez a szerv megjelent, a csigák élettere kiszélesesedett, képesek voltak iszapos aljzaton, sőt magukat az aljzatba ásva is megélni. A szifó az első olyan, a légzőrendszerhez tartozó elem, amely már a fosszilis anyagban is felismerhető. A csupaszkopoltyúsok (Nudibranchia) – hasonlóan a szárazföldi meztelencsigákhoz (Limacoidea spf.) – elvesztették házukat, zsigereik a testen belülre kerültek, kivéve a kopoltyúikat, amelyek a kétéltűek lárváihoz hasonló bolyhos kopoltyúvá alakultak. Sok fajuknál testszerte elszórva találhatók, másoknál csak az eredeti helyen, a test hátulsó részén.

### Lábasfejűek
A lábasfejűek (vagy fejlábúak, Cephalopoda) esetében a kopoltyú szintén a köpenyüregben helyezkedik el. A csoportban olyan alapvető jelentőségű, hogy hány darab kopoltyúval rendelkeznek, hogy a rendszerezésük alapját is ez képzi. A négykopoltyúsok mindannyian külső, a kétkopoltyúsok belső vázzal rendelkeznek. Alapvető különbség a többi puhatestűhöz képest, hogy az oxigénben dús friss vizet itt nem a szifó – amelynek más szerepe van – szállítja a kopoltyúkhoz, hanem egy izmos szerv, a tölcsér. A tölcsér legtöbbször olyan erős, hogy a kilökött víz egyben rakétaelven működő pótmeghajtás, amely nagy kezdősebességet biztosít ezeknek a lesből vadászó állatoknak.
A belső vázas kalmárféléknél a kopoltyú tekintélyes méretű, akár a teljes testhossz egyharmadát is elérheti. A hasoldalon van, az erős szív pedig közvetlenül mögötte helyezkedik el.

## Ízeltlábúak

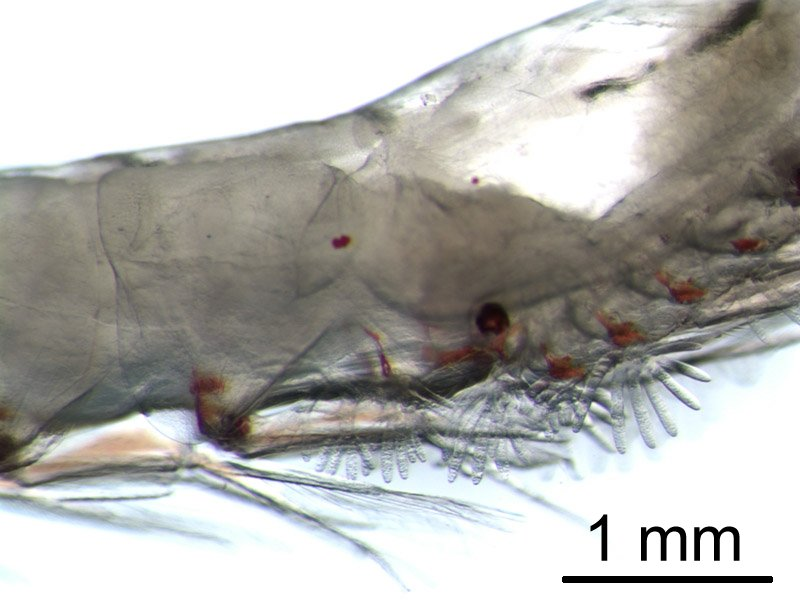
Az Euphausia pacifica kopoltyúi

Az ízeltlábúak esetében kérdéses, hogy a szárazföldi előlégcsövesek (Protracheata) vagy valamilyen ismeretlen vízi szervezet volt a közvetlen ősük. A kopoltyúk szempontjából ez fontos kérdés lenne, mivel az előbbi esetben a kopoltyúk kialakulása másodlagos lenne, az utóbbiban pedig a páncél kialakulása miatt a diffúz légzés összpontosulásának evidens folyamata. A kérdés jelenleg megbízhatóan nem eldönthető, mivel az előlégcsövesek és a Trilobiták is kihaltak, így légzőrendszerük vagy genetikus rokonságuk nem vizsgálható. A Trilobiták légzőmechanizmusa szintén ismeretlen, bár az erős külső váz miatt nagyon valószínű, hogy már lokalizált légzésük volt. Ez esetben keringési rendszerrel és szívvel is rendelkezhettek. Az ízeltlábúak között vannak diffúz légzést alkalmazó csoportok, így például a kagylósrákok, ezeknél azonban nem tudni, hogy evolúciós értelemben ősi bélyeg, vagy másodlagos redukció eredménye.
Az ízeltlábúak fonalas kopoltyúi általában a torszelvények két oldalán, a kopoltyúüregben helyezkednek el. Ezt egyrétegű hám és vékony kitinréteg veszi körül.

## Gerinchúrosok

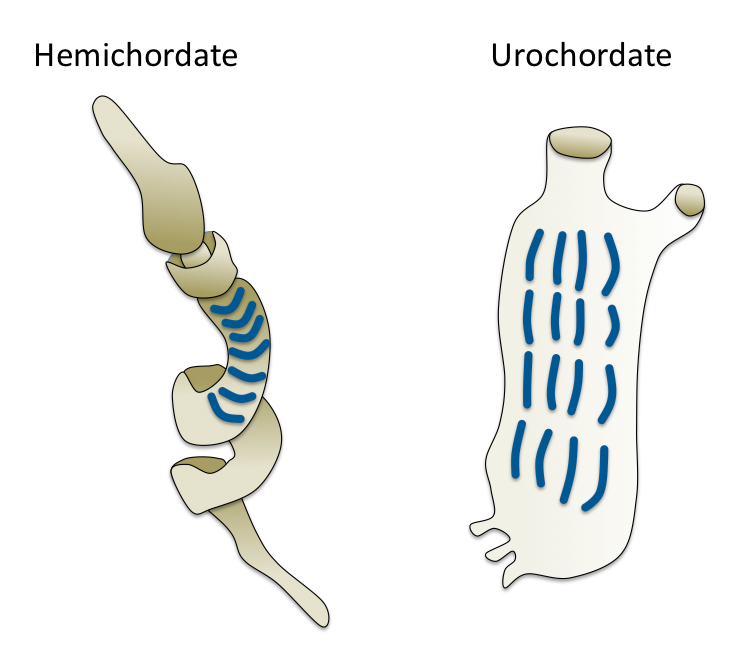
A félgerinchúrosok és előgerinchúrosok bélkopoltyúi

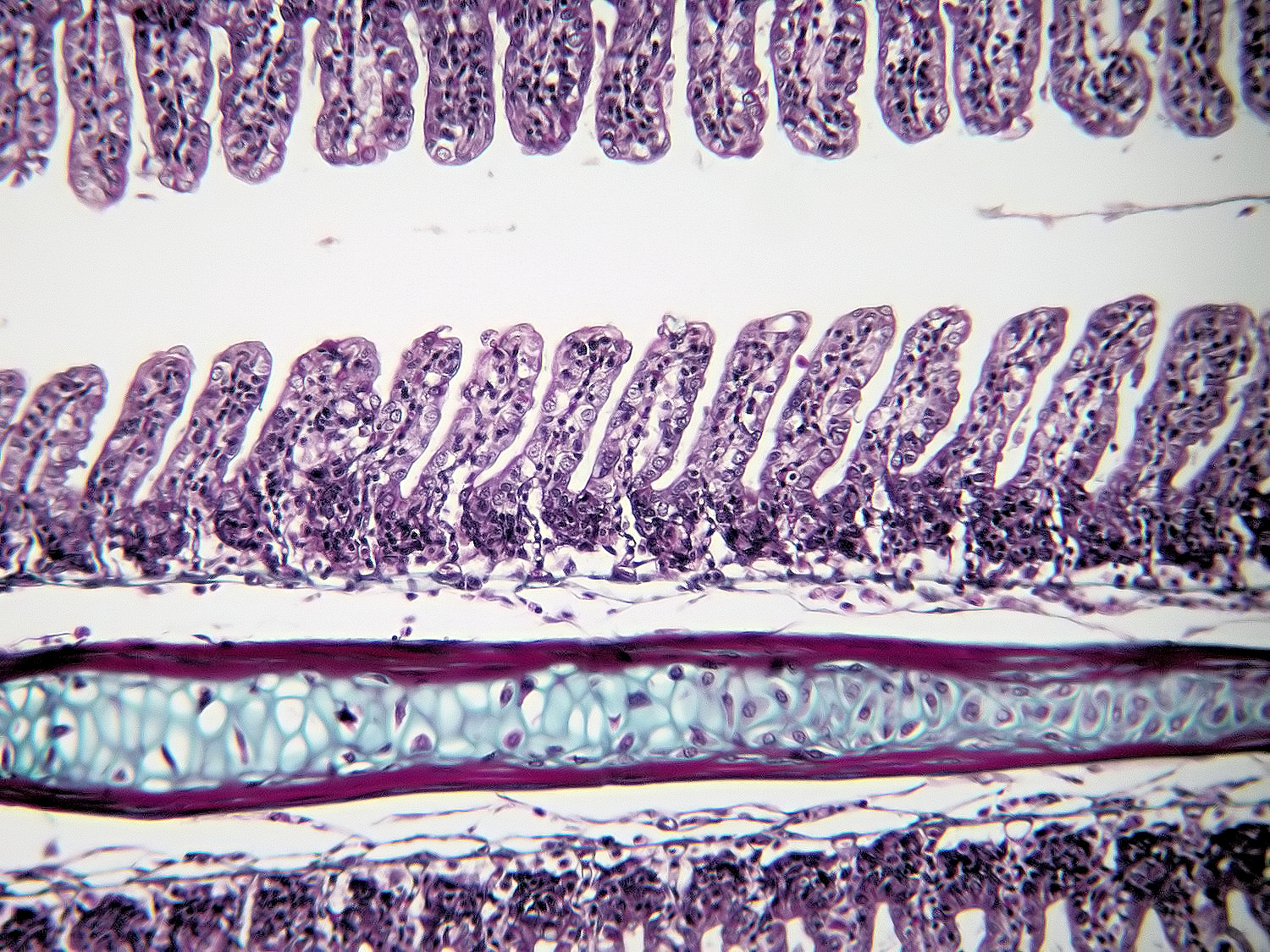
A kopoltyú finomszerkezete mikroszkóp alatt. Jól láthatók a felületnövelő kitüremkedések, amelyek funkciójukban a tüdőhólyagoknak felelnek meg

A gerinchúrosok első képviselői diffúz légzést alkalmaztak, ebből is a belekben összpontosuló gázcsere jellemző. Az előbél eredetű, kopoltyúban lokalizált légzés első ismert képviselői a lándzsahalak és nyálkahalak. A zsákállatok légzése a belekben a táplálékszerzés miatt keresztüláramoltatott vízből történik. A szabadon úszó életmód helyett a rögzített, sőt beásott életmódhoz alkalmazkodás során az előbél felülete redőkkel növekedett, jelezve azt, hogy az állat testfelülete már nem érintkezett szabad vízzel. A lándzsahalaknál jelenik meg a csőszív, amely nem más, mint egy megvastagodott, izmolt érszakasz, amelyben billentyűk szabályozzák a véráram útját. Ez közvetve is mutatja, hogy a már lokalizált légzés szükségessé tette a keringési rendszer működtetését. További fontos szempont a légzőrendszer kialakulásához, hogy a gerinc megjelenése egyfajta szelvényeződést, szelvénysokszorozódást mutat, így az előbéli légzés egyre kevésbé volt hatékony a hosszúra nyúlt korai gerinchúrosoknál.
A koponyátlanoknál (Acrania) még gyakorlatilag nincs fej, csak szájvég. Azonban a gerinchúrosok törzsfejlődése során a száj és végbélnyílás helyzete többször is felcserélődött, sokszor nincs értelme elülső és hátsó végekről beszélni. A testtájak rögzülése a szabadon úszó életmóddal következett be, akkor az érzékszervek és az idegdúc központosulása hozta létre a fejet. Ekkor az előbéli légzés miatt még mindig a nyitott szájon át történt a gázcsere, majd egyre feljebb tolódott, végül a fej és a törzs között felnyíló résen keresztül távozott a beszívott víz. Ezt a szervet már a kopoltyúívek támasztották meg. A kopoltyúrések megjelenésével alakult ki a ma ismert halkopoltyú alapvető változata. A kopoltyúrés megnyílása tette lehetővé a bélrendszer lezárását, a nyelőcső differenciálódását. A kopoltyú komplikált támasztóváza szolgált alapul a koponya, majd az állkapocs kialakulásához, elülső része mindinkább a szájak mozgatására rögzült izmokat hordozott.
A halak szinte minden fajánál a kopoltyúlégzést kisegítő egyéb oxigénfelvételi lehetőségek is vannak, így a bőrlégzés, vagy – főleg a tüdőshalaknál, de sok más csoportban is, így például a pontyféléknél – a légkörből való közvetlen „pipálás”. Jellemző még az utóbél nyálkahártyájának gázcserélő szerepe is.